# Phil Gallagher
Phil Gallagher (Gillingham, 3 de marzo de 1977) es un actor y presentador de televisión británico, conocido por su papel protagonista en la CBeebies programa Mister Maker.

## Biografía
Comenzó su carrera como presentador y reportero de deportes en BBC Radio Kent. Él era un artista y titiritero en Playhouse Disney y también proporcionó las voces para los personajes y Studio Disney.
Desde 2003 hasta 2005, Gallagher Presenta  Diggin' Es. En GMTV durante el año 2006, era un personaje regular en Mighty Truck of Stuff como Pablo, y también fue la voz en off de Canal 4.
Ha interpretado el personaje principal de Mister Maker desde 2007. Apareció en un episodio del Oso Behaving Badly como el cazador de ratas Robot.  Desde 2008, también ha desempeñado el papel de "Mr Biker Liker 'in' 'Grandpa In My Pocket.
En 2006, apareció como Wishee Washee en Aladdín en el Teatro Real en Winchester.
En 2007, apareció como Silly Billy (hermano de Jack) en Jack y las habichuelas mágicas, de nuevo en el Teatro Real de Winchester. En 2008, apareció como Botones. en Cenicienta en la Buxton Opera House.  En 2009 él participó junto a George Takei en el papel principal de Aladdín en el Teatro Central en New York, y en 2011 como tontín en Blancanieves y los siete enanitos en St Albans con Toyah Willcox quien interpretó a la reina del mal.  En 2013, regresó a Jack y las habichuelas mágicas, junto con Billy Trot en una producción en la Marlowe Theatre, Canterbury junto a Samantha Womack.
En 2009, Gallagher fue nominado a los Premios de Niños BAFTA como Mejor Presentador por su papel en Mister Maker.